# Euskalerria Irratia
Euskalerria Irratia es una emisora de radio de la Comunidad Foral de Navarra (España), propiedad de la empresa Iruñeko Komunikabide SA, cuya sede y estudios centrales se encuentran en Pamplona. Destaca por ser la primera emisora de Navarra que emite íntegramente en euskera desde el inicio de su actividad el 7 de noviembre de 1988. Dirigida desde su fundación por Mikel Bujanda en 2016 se le concedió una licencia de emisión, en la frecuencia 98.3 FM, desde donde emite para el Área Metropolitana de Pamplona. También se pueden escuchar sus emisiones, que abarcan las 24 horas del día todos los días de la semana, en su web, plataformas de internet y de pódcast. 
Su programación es de carácter generalista e incluye espacios de temática variada, con contenidos culturales, actualidad e informativos, seguimiento y difusión de eventos, tradiciones o servicios a la comunidad. La plantilla está formada por periodistas y cuenta con una amplia y variada nómina de colaboradores que participan en los espacios de la emisora como los músicos Gorka Urbizu y Jon Celestino, los periodistas Idurre Eskisabel, Haritz Pascual, Unai Lako, Urko Aristi y Juan Kruz Lakasta, el sociólogo Xabier Aierdi, el deportista Martin Juanena, el político Patxi Urrutia, la actriz Izaskun Mujika o la escritora Inma Errea. Cuando no realiza programación local Euskalerria Irratia conecta con la programación emitida en euskera por Euskadi Irratia cadena propiedad del grupo público vasco EITB.

## Historia
Aunque ya se habían producido emisiones en euskera en la radio emitida en Navarra a finales de los años 70, con algunos espacios o secciones, poco a poco estas fueron llegando a su práctica desaparición. Euskalerria Irratia se creó impulsada por un grupo de 40 personas que formaron una empresa, Iruñeko Komunikabide S.A., aportando un capital de 100.000 pesetas cada uno. Mikel Bujanda, periodista que procedía de Radio Pamplona Cadena SER donde realizaba programas en euskera, fue nombrado director cargo que sigue ostentando en 2017.
Sus emisiones, como emisora sin licencia, comenzaron el 7 de noviembre de 1988 con la intención de cubrir la demanda de los vascoparlantes en la comarca de Pamplona. En los principios fundacionales de la sociedad la empresa se declaró independiente de cualquier fuerza ideológica, política o económica. También se configuró una asociación con socios que aportaran ayuda económica mensual para ayudar a la financiación de la emisora dado que al no contar con licencia no podía optar a subvenciones o publicidad institucional. No obstante la petición de una licencia ha sido una petición recurrente tanto de la empresa como de la emisora y sus colaboradores.
En 1990 Euskalerria Irratia concurrió a la convocatoria de concurso de licencias de Frecuencia Modulada convocada por el gobierno de Navarra entonces del PSN. El resultado del concurso supuso que las licencias se adjudicaron a las emisoras Radio Blanca y Compañía Navarra de Radiodifusión. En 1991 el nuevo Gobierno de Navarra de Unión del Pueblo Navarro, con Juan Cruz Alli de presidente y Miguel Sanz de vicepresidente, se realizó una reunión de responsables de la emisora con Sanz en la que éste se comprometió a remitir el expediente administrativo que el juez había requerido para la legalización de la emisora. Este compromiso no se cumplió.
En 1998 se volvió a realizar otra convocatoria de licencias de radio que en la demarcación de Pamplona sólo preveía dos frecuencias. El resultado del concurso supuso que Medios de Comunicación 21 SL, con su marca Net 21 Radio (105.6 FM), y Radio Universidad de Navarra (89.3 FM) obtuvieron las licencias. La emisora recurrió el concurso a los tribunales en 1999 y el Parlamento de Navarra, tras una investigación, reprobó al consejero y se solicitó su destitución aunque no llegó a producirse. El Consejo de Europa, mediante el Comité de Expertos que realiza el seguimiento del tratado internacional de la Carta Europea de las Lenguas Minoritarias o Regionales, en varios informes entre 2005 y 2008, constató la falta de apoyo institucional del Gobierno de Navarra hacia esta lengua minoritaria. El Comité de Ministros del Consejo de Europa instó a las autoridades navarras a corregir la situación. Posteriormente el Tribunal Superior de Justicia de Navarra sentenció que las concesiones no fueron lícitas y las anuló. Calificó la intervención del director general Miguel Sanz Barea de irregular y obligaba a repetir la adjudicación.
En el año 2006 el Gobierno de Navarra realizó una nueva convocatoria en la que se volvió a asignar las dos frecuencias de Pamplona a las mismas emisoras anteriores: Radio Universidad de Navarra con 83,34 puntos y Net 21 Radio, que había cerrado un mes antes, por razones económicas, con 75,29 puntos. Euskalerria Irratia obtuvo 63,31 según datos facilitados por el vicepresidente y consejero de Economía Francisco Iribarren. La emisora volvió a recurrir a los tribunales porque la baremación había sido incorrectamente realizada por una consultora externa.
En septiembre de 2008, el presidente del Consejo Audiovisual de Navarra, Ramón Bultó, informó a la comisión de Economía y Hacienda del Parlamento de Navarra que Radio Universidad y Net-21 hacían un uso indebido de sus concesiones, de lo que ya se había notificado al ejecutivo Foral el 8 de mayo. En el caso de Net-21, en la actualidad no emite; y Radio Universidad de Navarra cambió su nombre a 98.3 Radio y modificó la programación por la que se le adjudicó la licencia, según la cual debía emitir un 70% de contenidos relativos a Navarra, pero únicamente emitía un 6%, ya que emite un 81% de música.
En junio de 2009 el Gobierno de Navarra ordenó el cierre de la emisión de Euskalerria Irratia, Radio Euskadi, Euskadi Irratia y Radio María desde sus repetidores ubicados en el monte de El Perdón con fecha límite el 30 de junio. Posteriormente en enero de 2010 se hizo extensiva esta orden a los repetidores que en la misma ubicación tenían Trak FM Pamplona, Cadena SER y Radio Tropical. La causa aducida era que los repetidores de estas siete emisoras producían interferencias en el funcionamiento del Aeropuerto de Noáin gestionado por Aeropuertos Españoles y Navegación Aérea. De haberse efectuado hubiera supuesto la desaparición de emisoras en euskera en el área metropolitana de Pamplona. Poco después el Gobierno admitió el traslado de las emisoras de EITB al repetidor de San Cristóbal, petición que el grupo de medios público vasco había cursado en 2007. Simultáneamente Euskalerria Irratia realizó pruebas para demostrar que "ni es ni puede ser la causante de ningún producto de intermodulación a la frecuencia interferida de AENA, 124,875 MHz" y finalmente los repetidores fueron trasladados.
En febrero de 2010 el Tribunal Superior de Justicia de Navarra (TSJN) anuló por segunda vez la adjudicación a Net 21 y a Radio Universidad. Por ello se tendrán que volver a valorar las ofertas presentadas en su día, puntuar todos los criterios exigidos por el pliego y realizar una nueva propuesta de adjudicación.